# Phare d'Alcatraz
Le phare de l'île d'Alcatraz est situé au sud de l'île d'Alcatraz, près de la prison, dans la baie de San Francisco aux États-Unis. Il s'agit du premier phare construit sur la côte Ouest des États-Unis. Ce premier phare de l'île est érigé en 1854. En raison du tremblement de terre de 1906, celui-ci est remplacé et déplacé au sud de l'île, en 1909, par un plus grand phare, d'une élévation de 29 mètres au-dessus du niveau de la baie. En 1963, année de fermeture du pénitencier fédéral d'Alcatraz, l'automatisation du phare et du signal lumineux sont modernisées.
Ce phare est géré par la Garde côtière américaine, et les phares de l'État de Californie sont entretenus par le District 11 de la Garde côtière .
Il est classé, en date du 26 juin 1976, au Registre national des lieux historiques avec le reste de l'île.

## Histoire

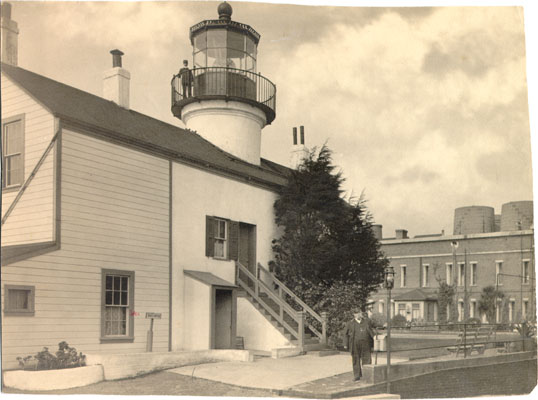
Le premier phare.

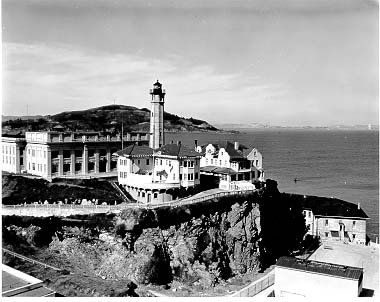
Le phare d'Alcatraz en 1909.

Même si les Amérindiens de la région de San Francisco sont présentés comme étant les premiers colons de l'île (ils recueillaient des œufs de la grande nuée d'oiseaux qui se réunissaient régulièrement là-bas), Alcatraz obtient son nom en 1775 lorsque Juan Manuel de Ayala, un Espagnol est engagé pour surveiller le port et la baie de San Francisco. Dès lors, il observe les pélicans en grand nombre sur l'île qu'il appelle l'île Isla de los Alcatraces ce qui signifie l'île des pélicans. L'île se trouve à 1,6 km.
La ruée vers l'or en Californie et le risque inhérent des eaux agitées de la côte ouest pointent l'urgence d'établir des phares. Le Congrès reconnait la nécessité et adopte les normes appropriées, dans les années 1851 et 1852, pour la construction de sept phares sur la côte Ouest afin de guider la navigation. La société Gibbons et Kelly de Baltimore  obtient le contrat pour la construction de sept phares en Californie dont celui de l'île d'Alcatraz. Le phare d'Alcatraz est le premier à être achevé en juillet 1853, ce qui en fait la plus ancienne lumière de navigation majeure de la côte ouest.
Dans le projet initial d'équipement, des quinquets, ou lampe Argand, et des réflecteurs paraboliques avaient été spécifiés tout comme la lentille de Fresnel, créée par Augustin Fresnel et considérée comme très coûteuse à l'époque. Toutefois, le Conseil des phares (American Lighthouse Board) décide d'installer des lentilles de Fresnel dans tous les phares qu'il gère, compte tenu de leurs meilleures performances, même si le coût est élevé.
La firme de Baltimore est informée de ce changement avant que l'équipement soit livré. 
C'est le constructeur français Louis Sautter qui est choisi et qui livre en octobre 1853 une optique de Fresnel, de troisième ordre pour le phare d'Alcatraz. L'expédition implique un long voyage en mer de 19 000 km, de la côte Est en contournant l'Amérique du Sud par le Cap Horn. Le phare est allumé le 1er juin 1854.
En 1902, la lentille est transférée au phare du cap St. Elias en Alaska et remplacée par une lentille de Fresnel, de quatrième ordre et renouvelable, produisant un flash blanc toutes les cinq secondes.
En ce qui concerne la conversion de tous les phares, réalisée entre 1853 et 1860, avec des lentilles de Fresnel fabriquées en France, Louis Sautter va obtenir la moitié des commandes américaines d'optiques pour phares, l'autre moitié va être attribuée à son concurrent français, la Société Henry-Lepaute.

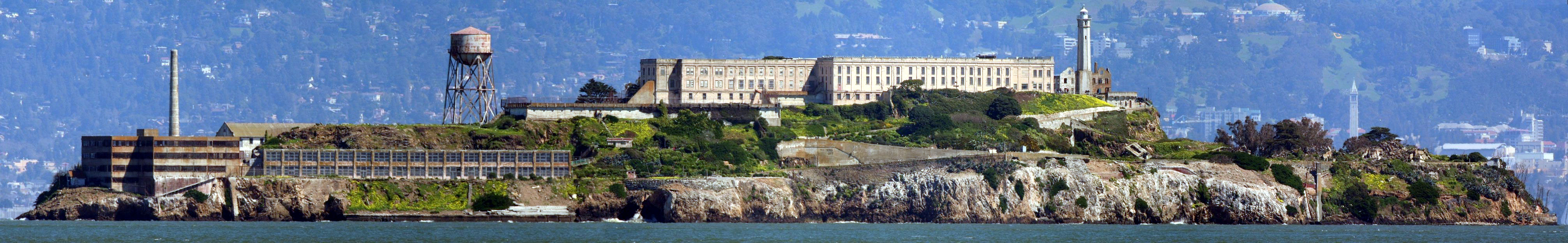
L'île d'Alcatraz - Le phare de l'île se trouve à droite de la prison.